# Immaculate
Albums de Mac Mall
Beware of Those
(2000) Mackin Speaks Louder Than Words
(2002)
Immaculate est le quatrième album studio de Mac Mall, sorti le 20 février 2001.
L'album s'est classé 22e au Top Independent Albums et 65e au Top R&B/Hip-Hop Albums.

## Liste des titres
| No  | Titre                                                                       | Contient un (des) sample(s) de                      | Durée |
| --- | --------------------------------------------------------------------------- | --------------------------------------------------- | ----- |
| 1.  | Mac Jesus (Produit par Khayree)                                             | Captain Save a Hoe d'E-40                           | 4:32  |
| 2.  | Some More of It (Produit par Khayree)                                       |                                                     | 5:05  |
| 3.  | Save Me (featuring Hussein Fatal – Produit par Khayree)                     |                                                     | 5:04  |
| 4.  | Immaculate (featuring DJ Yon – Produit par DJ Yon)                          | Mirage de Jean-Luc Ponty                            | 4:30  |
| 5.  | Mac-Nificant (Produit par Femi Ojetunde et Thomas Anderson)                 | I Like (What You're Doing to Me) de Young & Company | 4:53  |
| 6.  | War on Drugs (Produit par Khayree)                                          | Fight the Power de Public Enemy                     | 5:33  |
| 7.  | Shakin' in the Alley (Produit par Khayree)                                  |                                                     | 5:33  |
| 8.  | I Feel Your Pain (Produit par Khayree)                                      |                                                     | 4:27  |
| 9.  | Bossin' Up (Produit par Khayree)                                            |                                                     | 4:12  |
| 10. | Chassy (featuring Shock G, Kim Morgan et Lucia Sykes – Produit par Shock G) |                                                     | 4:36  |
| 11. | Cold on Me (Produit par Khayree)                                            |                                                     | 4:12  |
| 12. | Seventeen (Produit par Khayree)                                             |                                                     | 4:15  |
| 13. | Monster (Produit par Khayree)                                               | Young N da Game de Mac Mall                         | 4:07  |
| 14. | P.O.P. (Produit par Femi Ojetunde)                                          |                                                     | 4:17  |
| 15. | Higher Than Hubble (Produit par Khayree)                                    |                                                     | 4:50  |
| 16. | The Man Upstairs (featuring D Knowledge – Produit par DJ Yon)               |                                                     | 4:45  |